# Lorenzago di Cadore
Lorenzago di Cadore, ou Lorenzhagen im Kadurn en allemand, est une commune italienne de la province de Belluno, dans la région Vénétie.

## Événements
Lorenzago di Cadore est célèbre pour avoir été plusieurs fois le lieu de villégiature du pape Jean-Paul II. Le pape Benoît XVI y a également séjourné durant l'été 2007.

## Administration
| Période                                  | Période  | Identité       | Étiquette | Qualité |
| ---------------------------------------- | -------- | -------------- | --------- | ------- |
| 16 juin 2004                             | 2019     | Mario Tremonti |           | Maire   |
| 2019                                     | En cours | Marco D'Ambros |           | Maire   |
| Les données manquantes sont à compléter. |          |                |           |         |

### Hameaux
Villapiccola, Villagrande

### Communes limitrophes
Domegge di Cadore, Forni di Sopra, Lozzo di Cadore, Vigo di Cadore

## Galerie

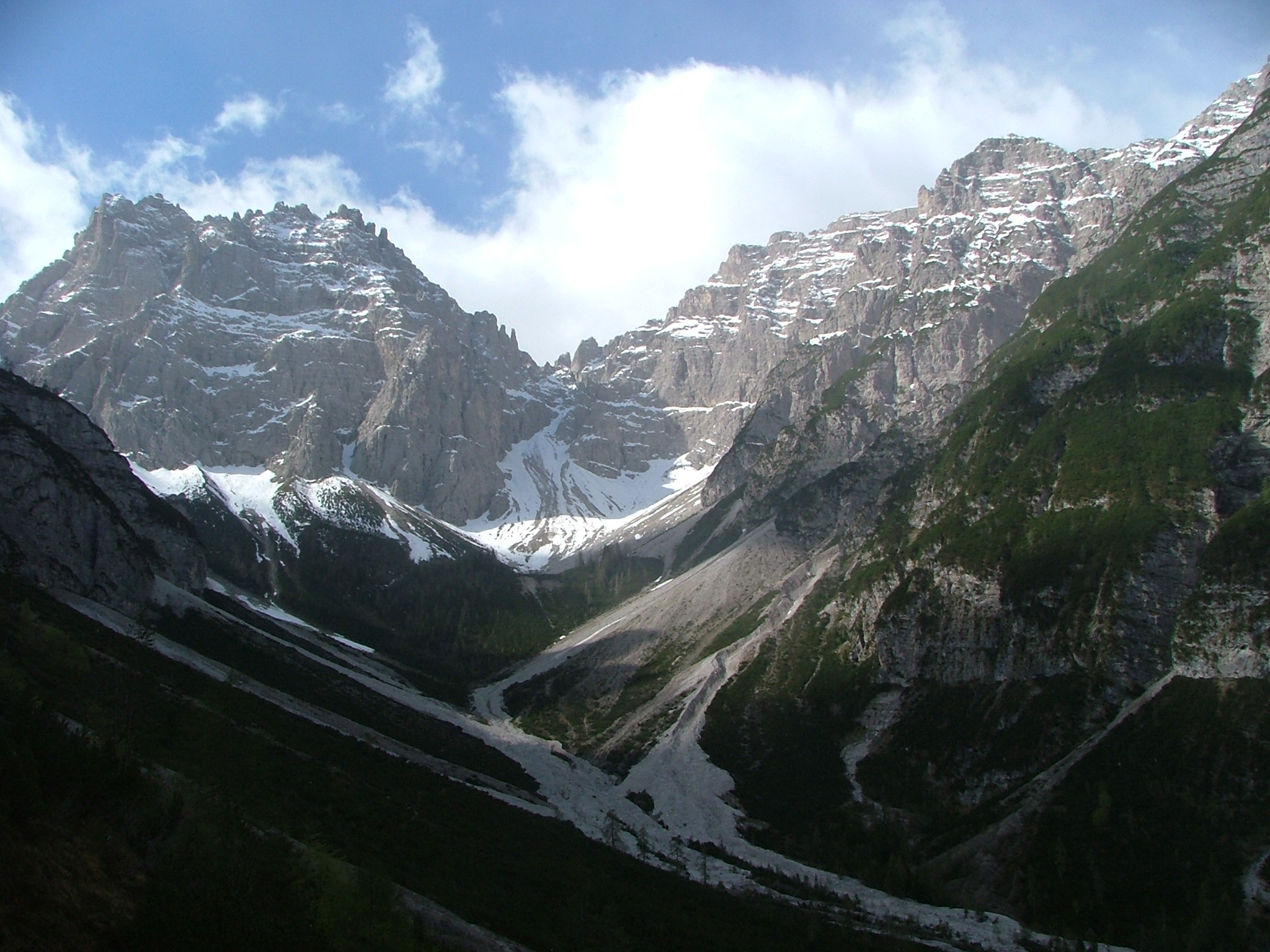
La vallée du Cridola
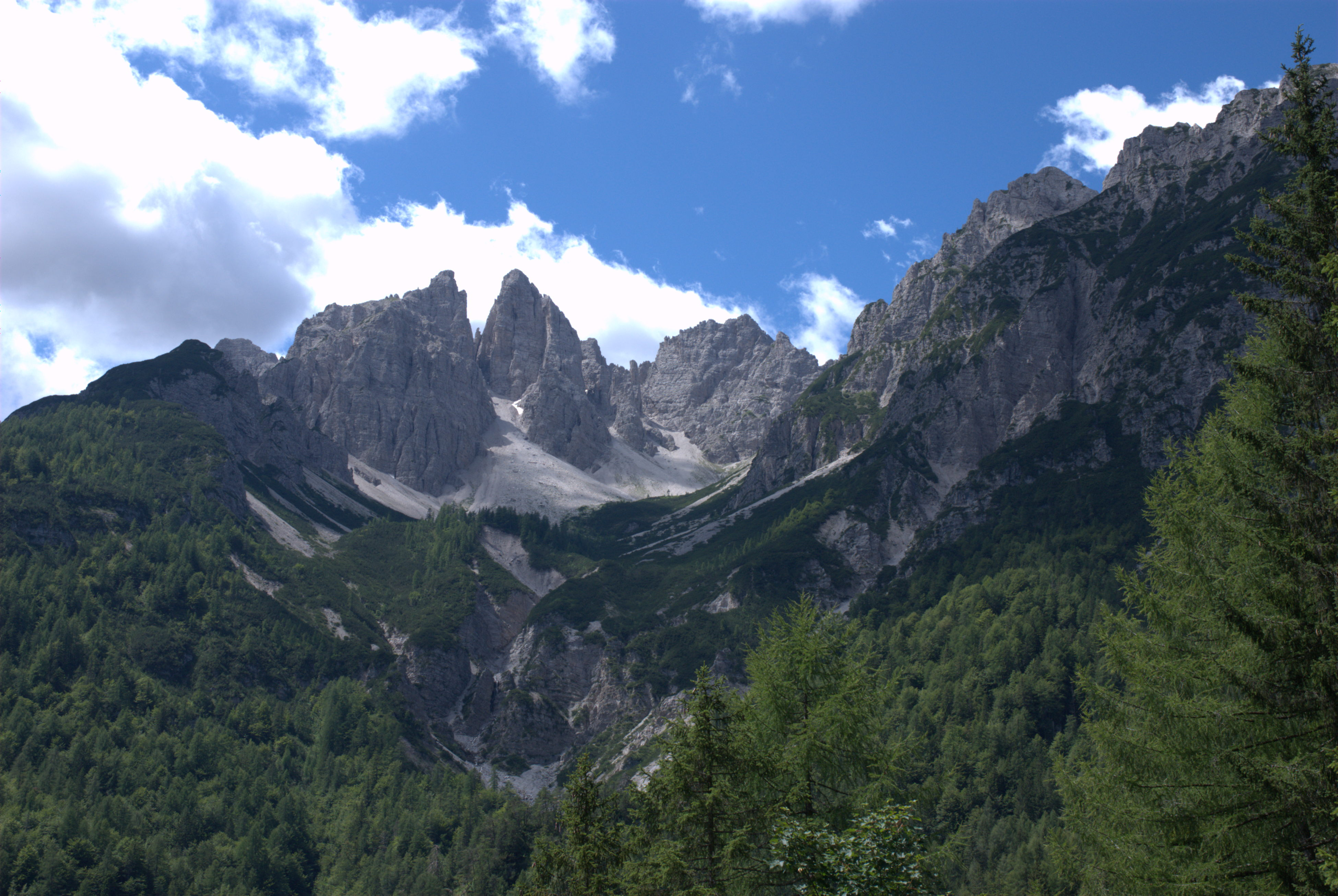
La vallée de la Tora
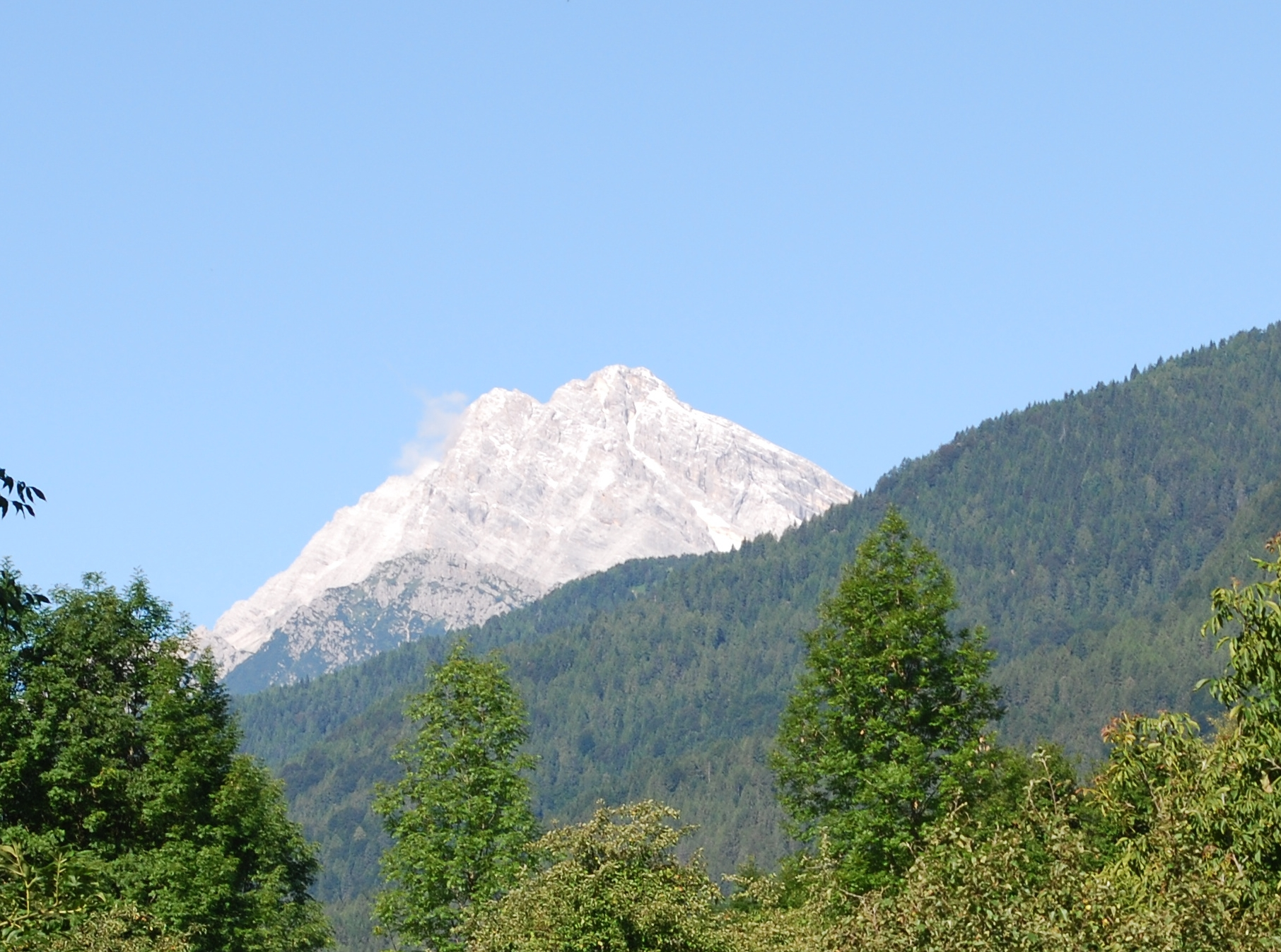
L'Antelao (3.263 m) vu du village
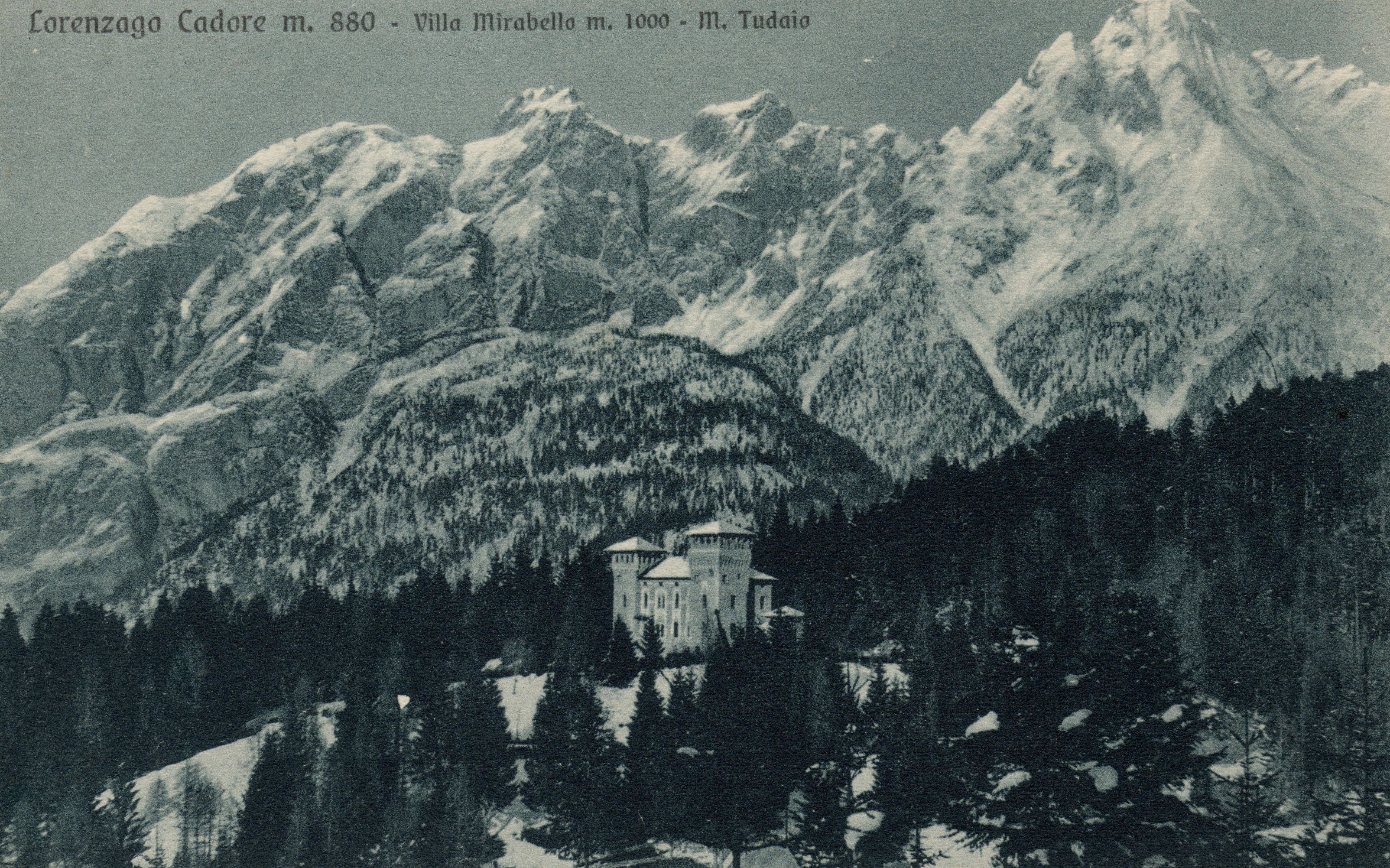
Le château de Mirabello en 1930
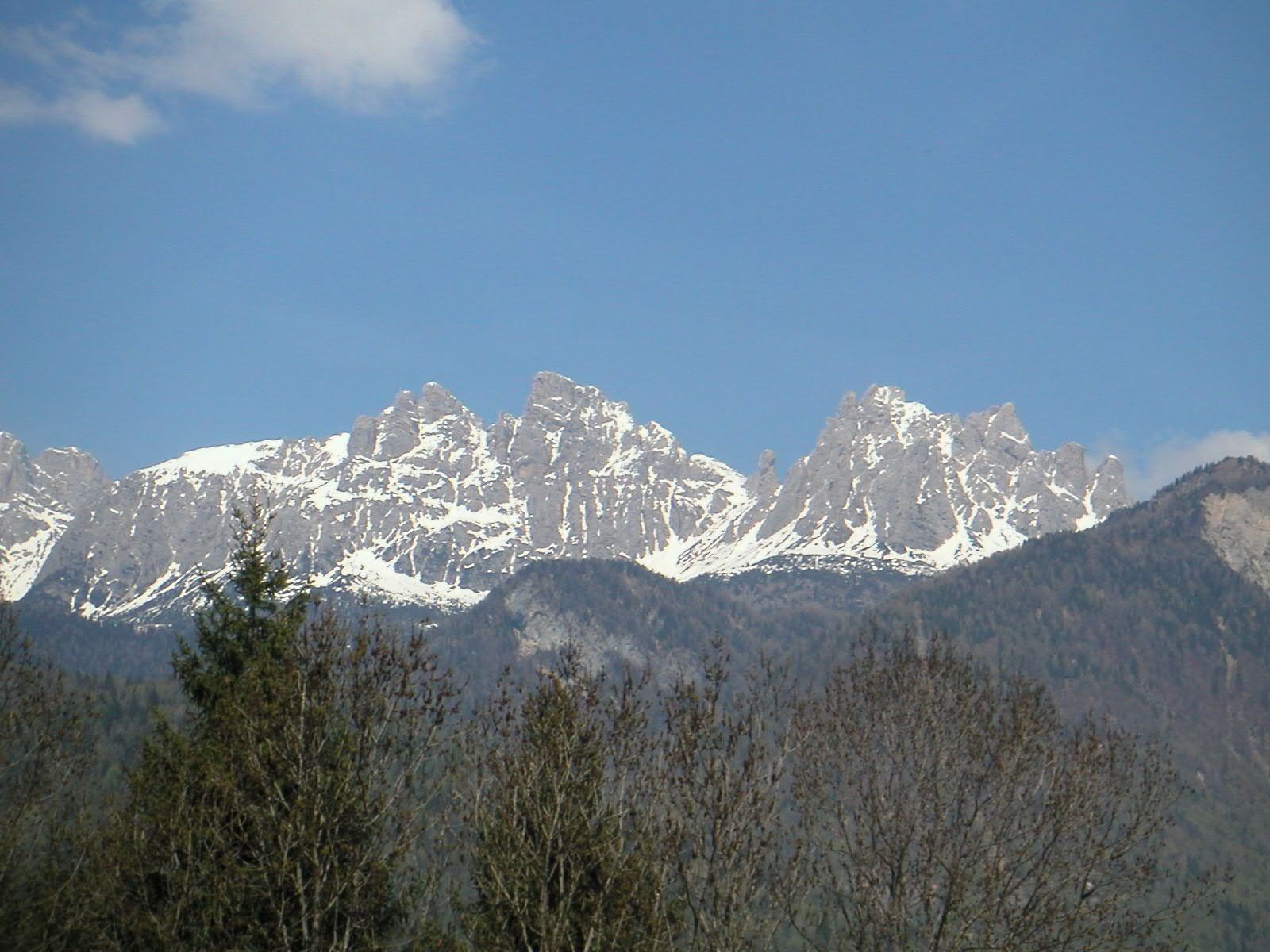
Les Marmarole, les montagnes du Titien
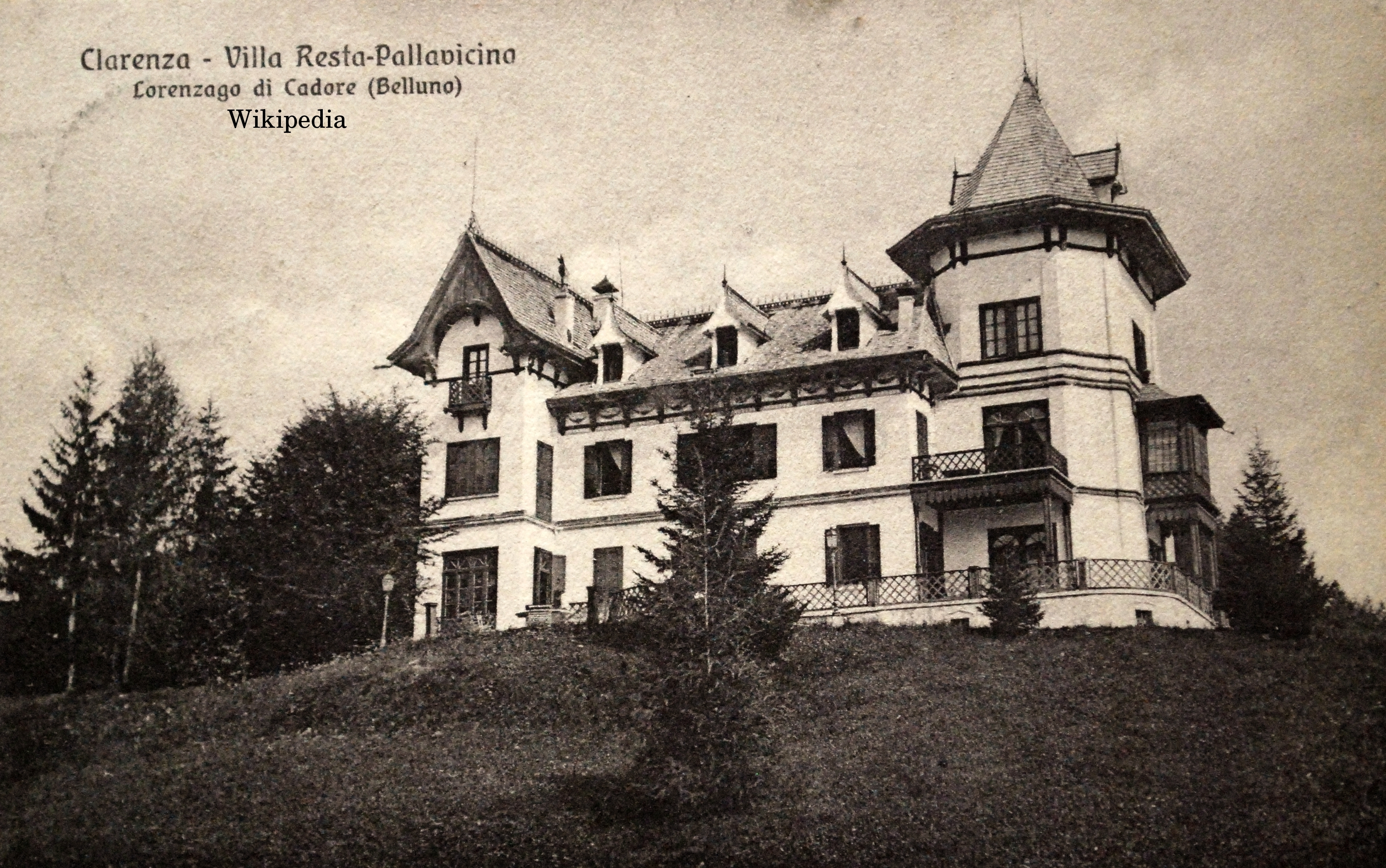
La villa Clarenza fut brûlée par les Allemands en 1944